# Dukovce
Dukovce é um município da Eslováquia, situado no distrito de Svidník, na região de Prešov. Tem 5,63 km² de área e sua população em 2018 foi estimada em 278 habitantes.

## Demografia
| Ano:        | 1994 | 2004   | 2014   | 2024    |
| ----------- | ---- | ------ | ------ | ------- |
| Broj ljudi: | 235  | 247    | 258    | 317     |
| Razlika:    |      | +5,10% | +4,45% | +22,86% |

| Ano:               | 2023 | 2024   |
| ------------------ | ---- | ------ |
| Número de pessoas: | 309  | 317    |
| Diferença:         |      | +2,58% |